# Église de la Nativité-de-la-Mère-de-Dieu de Novaci
Pour les articles homonymes, voir Église de la Nativité-de-la-Mère-de-Dieu.
L'église de la Nativité-de-la-Mère-de-Dieu de Novaci (en serbe cyrillique : Црква Рођења Пресвете Богородице у Новацима ; en serbe latin : Crkva Rođenja Presvete Bogorodice u Novacima) est une église orthodoxe serbe serbe située à Novaci, dans le district de Kolubara et dans la municipalité de Ub en Serbie. Elle est inscrite sur la liste des monuments culturels protégés de la république de Serbie (no SK 1478),,,.

## Présentation

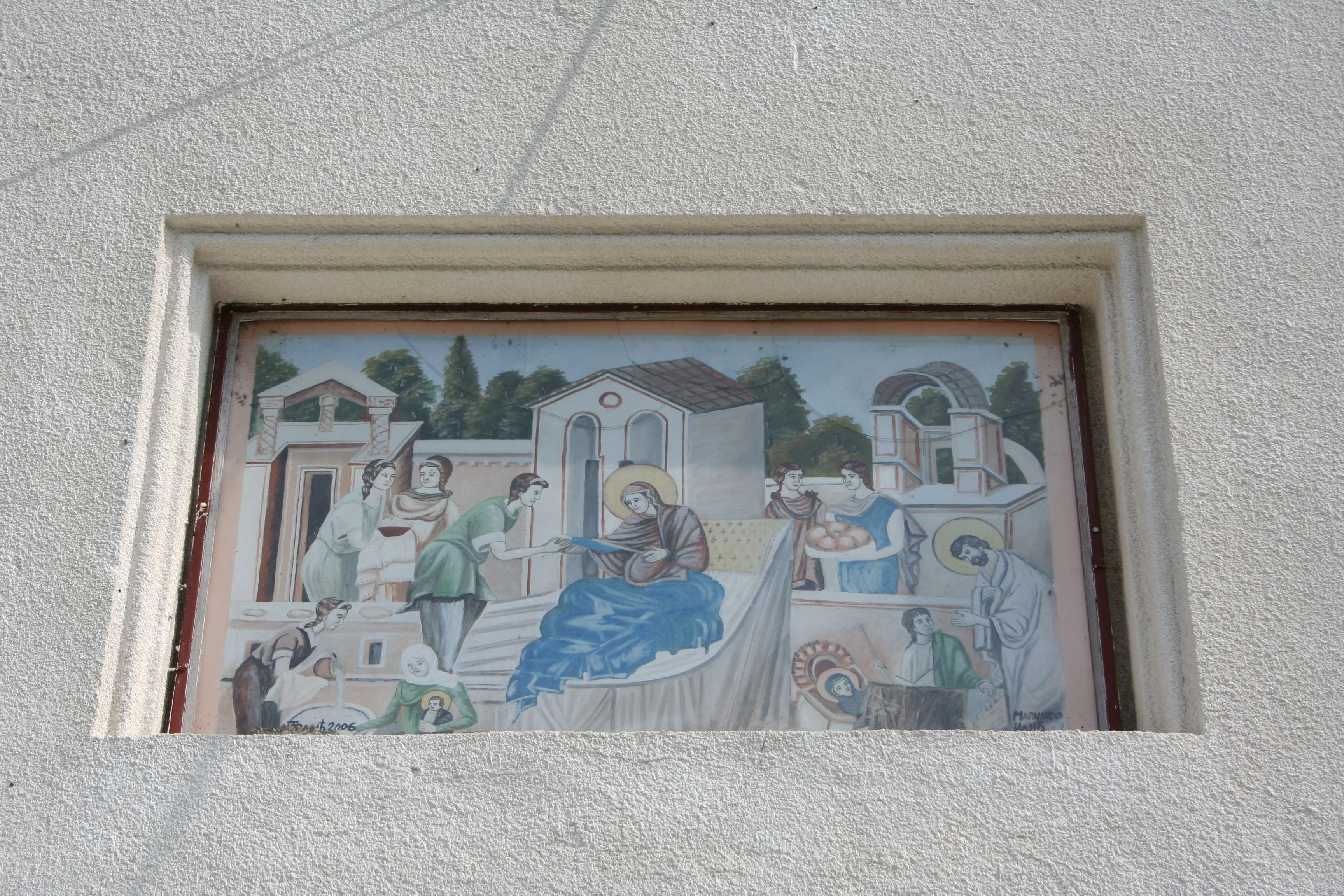
La fresque au-dessus de l'entrée principale.

L'église a été construite en 1857,, à l'emplacement d'une église mentionnée en 1735 et qui a été incendiée à l'époque de la révolte de la Krajina de Koča contre les Ottomans.
Elle mesure 25 m de long sur 16,30 m de large. Elle est constituée d'une nef unique prolongée par une grande abside demi-circulaire et précédée par un narthex. La nef, de forme rectangulaire et formée de trois travées, est dotée d'une voûte en berceau dont les arcs sont soutenus par des piliers. La zone de l'autel possède deux niches latérales, l'une pour la proscomidie, l'autre pour le diakonikon. Le narthex, un peu plus étroit que la nef, est constitué de deux parties, l'une pour le baptistère et l'autre qui permet d'accéder au clocher et à une galerie donnant sur la nef.
La façade occidentale est dominée par ce haut clocher et est ornée de deux niches aveugles encadrant le portail. À part cela, toutes les façades sont traitées de la même manière ; enduites de plâtre blanc, elles sont rythmées par des pilastres et par une corniche en guirlande avec de petites arcades aveugles.
L'intérieur est décoré de fresques peintes selon la technique al secco ; ces peintures ont été réalisées en 1933 par Matej F. Gejtanger et Andrej Bicenko. L'église abrite une iconostase en bois sculpté avec des motifs végétaux et des colonnes torsadées séparant les icônes ; elle a été peinte à partir de 1924.